# Luis Rafael Casanova Zúñiga
Luis Rafael Casanova Zúñiga fue un abogado, periodista y político peruano. Fue miembro del Congreso Constituyente de 1931.
En 1909, se produce una reacción estudiantil en la Universidad Nacional San Antonio Abad del Cusco contra lo atrasado de la enseñanza y el acusado nepotismo que se vivía en ella. Uno de los efectos generados por la huelga fue la articulación de lo que se denominó la "Escuela Cusqueña" refiriéndose a una generación de alumnos que se agruparon en torno al regionalismo, el indigenismo y el descentralismo. Tamayo Herrera señala que es la generación más brillante que se produjo en el Cusco durante el siglo XX y la que tuvo y periodo de influencia más largo. Se artículo mediante la revista "La Sierra" y entre sus miembros se cuentan a Luis E. Valcarcel, Humberto Luna, Felix Cosío Medina, José Uriel García, Miguel Corazao, Francisco Tamayo, José Mendizábal, Rafael Aguilar y Luis Rafael Casanova.
Participó en las elecciones generales de 1931 como candidato del partido Unión Revolucionaria liderada por Luis Miguel Sánchez Cerro quien había derrocado al presidente Augusto B. Leguía y fue elegido como diputado constituyente por el departamento del Cusco.

#### Libros y publicaciones
Tamayo Herrera, José (1981). Historia Social del Cuzco Republicano. Lima: Editorial Universo S.A.
- Datos: Q85873496